# Frank Erwin Center
Il Frank Erwin Center è un palazzo polisportivo situato nel centro della città statunitense di Austin. Inaugurato il 29 novembre 1977, si trova nel campus dell'Università del Texas ad Austin. È soprannominato "The Drum" o "The Superdrum" per via della forma simile a quella di un tamburo.
La costruzione è di proprietà dell'Università del Texas ad Austin ed è finalizzata ad ospitare le partite casalinghe della squadra di pallacanestro cittadina, i Texas Longhorns, nonché eventi di wrestling e concerti musicali. Tra il 2004 e il 2008 ha ospitato anche gli Austin Wranglers, defunta franchigia della AFL/Af2. L'edificio ha una capacità di 16 540 posti a sedere per la pallacanestro (che lo rendono il più capiente della Big 12 Conference) e di 14 990 per il football americano indoor.